# Syrphophagus quadrimaculatae
Syrphophagus quadrimaculatae is een vliesvleugelig insect uit de familie Encyrtidae. De wetenschappelijke naam is voor het eerst geldig gepubliceerd in 1881 door Ashmead.